# Evan Williams (jinete)
Evan Williams fue un jinete de carreras de caballo nacido en Cowbridge, Gales en 1912. En 1937 ganó el Grand National en Royal Mail, y la Copa de Oro de Cheltenham en 1936 (el Golden Miller) y en 1940 (el romano hackle). Más tarde se convirtió en entrenador y ganó la primera carrera del "Rey Jorge VI y la Reina Elizabeth Stakes" en 1951 (con la Corte Suprema). Murió el 16 de julio de 2001 a los 89 años.